# Cloud Atlas
Cloud Atlas (en España: El atlas de las nubes; en Hispanoamérica: Cloud Atlas: la red invisible) es una película de ciencia ficción escrita y dirigida por Tom Tykwer (también compositor de la banda sonora) y las hermanas Lilly y Lana Wachowski. Está basada en la novela homónima de 2004 escrita por David Mitchell y fue estrenada en Estados Unidos el 26 de octubre de 2012.
El rodaje comenzó el 16 de septiembre de 2011 en el Studio Babelsberg en Potsdam-Babelsberg, Alemania. Otros lugares de rodaje comprenden Escocia, particularmente las ciudades de Glasgow y Edimburgo, y la isla de Mallorca (España). Tykwer y las hermanas Wachowski llevaron a cabo las tareas de dirección de forma paralela con dos equipos distintos.

## Argumento
La sinopsis oficial de Cloud Atlas describe la película como:

Una exploración de cómo las acciones individuales impactan en las vidas pasadas, presentes y futuras, como una sola alma se forma de un asesino en un héroe, y un acto de bondad ondea a través de los siglos para inspirar una revolución.

La película se compone de seis historias interrelacionadas y entrelazadas que llevan al espectador desde el Pacífico Sur en el siglo XIX, hasta un futuro posapocalíptico. A diferencia de la novela original, la película se estructura, de acuerdo con el novelista David Mitchell, «como una especie de mosaico puntillista: Nos mantenemos en cada uno de los seis mundos solo el tiempo suficiente para que el gancho se hunda, y de ahí que los dardos de la película de un mundo a otro vayan a la velocidad de un plato giratorio, revisando cada narrativa durante el tiempo suficiente para impulsarlo hacia adelante».

## Resumen de las 6 historias
- The Pacific Journal of Adam Ewing (El diario del Pacífico de Adam Ewing).

Sur del océano Pacífico, 1849. Adam Ewing, un abogado estadounidense de San Francisco durante la fiebre del oro de California, ha llegado a las islas Chatham para concluir un acuerdo comercial con el reverendo Gilles Horrox por su suegro, Haskell Moore. Es testigo de la paliza dada a un esclavo moriori, Autua, que se esconde en la embarcación de Ewing, y lo convence para mantenerlo oculto, entonces Ewing aboga por él para que se uniera a la tripulación como un hombre libre. Mientras tanto, el Dr. Henry Goose lentamente envenena a Ewing, alegando que era la cura para un gusano parásito, con el objetivo de robar objetos valiosos de Ewing.
- Letters from Zedelghem (Cartas desde Zedelghem).

Cambridge (Inglaterra) y Edimburgo (Escocia). En 1936, Robert Frobisher, un joven músico británico que es bisexual, encuentra trabajo como un copista para el famoso compositor Vyvyan Ayrs, lo que le permite el tiempo y la inspiración para componer su propia obra maestra, el Sexteto del atlas de las nubes. Una vez terminada esta, Ayrs quiere atribuirse el mérito de la obra, y amenaza con exponer el pasado escandaloso de Frobisher si no cumple. Frobisher se suicida poco antes de que llegue su amante, Rufus Sixsmith.
- Half-Lives: The First Luisa Rey Mystery (Semivida: el primer misterio de Luisa Rey).

San Francisco, California, 1973. Luisa Rey es una periodista que por casualidad se encuentra con un viejo Sixsmith, ahora un físico nuclear. Rey apunta hacia Sixsmith por una conspiración en relación con la seguridad de un reactor nuclear nuevo, pero este es asesinado por el sicario Bill Smoke antes de que pueda darle a Luisa Rey el informe que lo demuestra.
- The Ghastly Ordeal of Timothy Cavendish (El horrible calvario de Timothy Cavendish).

Reino Unido, 2012. Timothy Cavendish, un editor de 65 años de edad, tiene un golpe de suerte cuando Dermott Hoggins, el autor gánster cuyo libro él ha publicado, tristemente asesina a un crítico y es enviado a la cárcel. Cuando los socios del autor amenazan la vida de Cavendish para conseguir parte de los beneficios, Cavendish se dirige hacia su hermano Denholme por ayuda. Su hermano lo engaña y lo convence de esconderse en un asilo de ancianos, donde es retenido en contra de su voluntad y maltratado por la enfermera tirana Noakes.
- An Orison of Sonmi-451 (Una oración de Sonmi-451).

Neo Seúl, Corea, 2144. Sonmi-451, una mujer fabricada por ingeniería genética (clon) que trabajaba en un restaurante de comida rápida, es entrevistada antes de su ejecución. Ella relata cómo fue liberada de su vida de servidumbre por el comandante Hae-Joo Chang, miembro de un movimiento rebelde conocido como Unión. Mientras está en la clandestinidad, ve una película basada en la aventura de Cavendish. Los rebeldes de la Unión le revelan que las clones como ella son sacrificados y «reciclados» como alimento para clones futuros.
- Sloosha's Crossin' an' Ev'rythin' After (El cruce de Slusha, y todo lo que vino después).

Islas Hawaianas, en una tierra posapocalíptica, en 2321 (106 años después de la Caída). Un nativo, de nombre Zachry, lleva una vida primitiva después de que la mayor parte de la humanidad muriera en la llamada «Caída», acechado por constantes visiones de un «diablo», conocido por su gente como Old Georgie (Viejo Georgie). Este diablo parece alguna clase de entidad olvidada que existe solo dentro de la mente de Zachry. Después de que su cuñado fuera asesinado por el líder caníbal de la tribu rival kona, Georgie se le aparece seguidamente en varias visiones para manipularlo y hacerlo sucumbir al miedo. Luego de un tiempo, Zachry es visitado por Meronym, un miembro de los "Prescientes", los últimos sobrevivientes de una civilización tecnológicamente avanzada. A cambio de salvar a su joven sobrina envenenada, Zachry accede a guiar a Meronym a través de las montañas hasta el Mauna Kea en busca del "Cloud Atlas", una estación de comunicaciones desde donde se podría enviar un mensaje de ayuda a la gente que dejó la Tierra y que ahora vive en otros planetas colonizados.

## Reparto
| Actor          | "The Pacific Journal of Adam Ewing" (1849). | "Letters from Zedelghem" (1936). | "Half-Lives: The First Luisa Rey Mystery" (1973). | "The Ghastly Ordeal of Timothy Cavendish" (2012). | "An Orison of Sonmi~451" (2144).       | "Sloosha's Crossin' an' Ev'rythin' After" (2321). |
| -------------- | ------------------------------------------- | -------------------------------- | ------------------------------------------------- | ------------------------------------------------- | -------------------------------------- | ------------------------------------------------- |
| Tom Hanks      | Dr. Henry Goose                             | Gerente del hotel                | Isaac Sachs                                       | Dermot Hoggins                                    | Actor que representa a Cavendish       | Zachry                                            |
| Halle Berry    | Mujer nativa                                | Jocasta Ayrs                     | Luisa Rey                                         | Invitada a la fiesta india                        | Ovid                                   | Meronym                                           |
| Jim Broadbent  | Capitán Molyneux                            | Vyvyan Ayrs                      | —                                                 | Timothy Cavendish                                 | Músico coreano                         | Presciente 2                                      |
| Hugo Weaving   | Haskell Moore                               | Tadeusz Kesselring               | Bill Smoke                                        | Enfermera Noakes                                  | Boardman Mephi                         | Old Georgie                                       |
| Jim Sturgess   | Adam Ewing                                  | Invitado pobre del hotel         | padre de Megan                                    | Montañés                                          | Hae-Joo Chang                          | Adam (cuñado de Zachry).                          |
| Doona Bae      | Tilda Ewing                                 | —                                | Madre de Megan; Mujer mexicana                    | —                                                 | Sonmi~451, Sonmi~351, Sonmi Prostitute | —                                                 |
| Ben Whishaw    | Grumete                                     | Robert Frobisher                 | Dueño de la tienda de discos                      | Georgette                                         | —                                      | Caníbal                                           |
| James D'Arcy   | —                                           | Rufus Sixsmith (joven).          | Rufus Sixsmith (viejo).                           | Enfermero James                                   | Archivista                             | —                                                 |
| Zhou Xun       | —                                           | —                                | Talbot/gerente de hotel                           | —                                                 | Yoona~939                              | Rose                                              |
| Keith David    | Kupaka                                      | —                                | Napier                                            | —                                                 | An-Kor Apis                            | Presciente                                        |
| David Gyasi    | Autua                                       | —                                | Lester Rey                                        | —                                                 | —                                      | Duophysite                                        |
| Susan Sarandon | Madame Horrox                               | —                                | —                                                 | Úrsula (mayor).                                   | Yosouf Suleiman                        | Abadesa                                           |
| Hugh Grant     | Reverendo Giles Horrox                      | Empleado del hotel               | Lloyd Hooks                                       | Denholme Cavendish                                | Seer Rhee                              | Jefe de los Konas                                 |